# Krückenturm

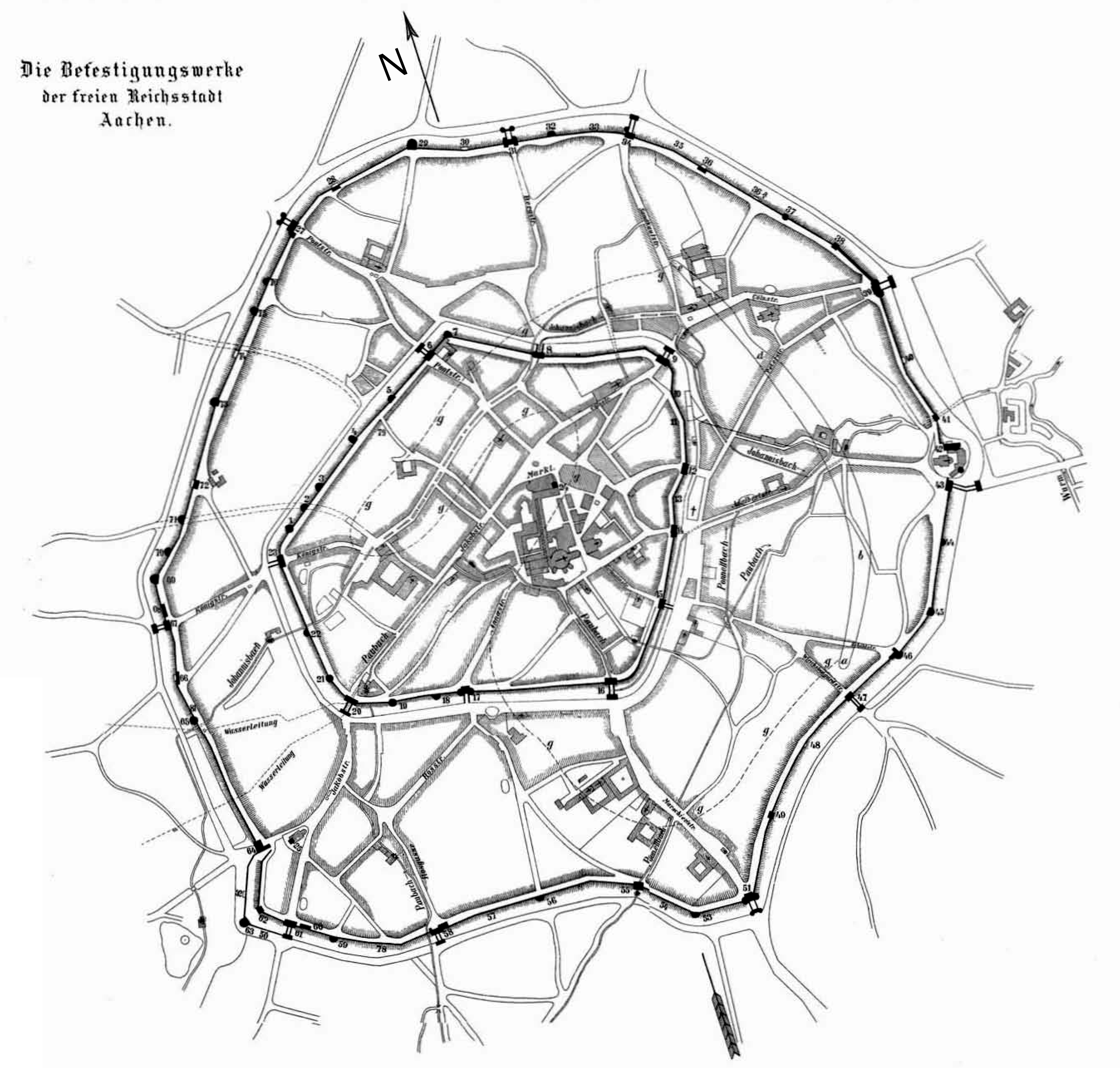
Overzicht van de vestingwerken in Aken. Nummer 76 is de Krückenturm.

De Krückenturm, ook wel Hundsturm (Nederlands: Hondstoren) genoemd, was een weertoren en maakte deel uit van de tussen 1300 en 1350 gebouwde buitenste stadsmuren van de Duitse stad Aken. De waltoren bestaat niet meer.

## Locatie
In de buitenste ringmuur stond de Krückenturm in het noordwesten tussen de Königstor (in het zuidwesten) en de Ponttor (in het noordoosten) op ongeveer 190 meter ten zuidwesten van de Ponttor. Ze bevond zich nabij wat nu de Pontwall is tussen de Wüllnerstraße en de Malteserstraße in. Tussen de Krückenturm en de Königstor bevonden zich de Langer Turm, de Burtscheider Turm, de Beguinenturm, de Gregoriusturm en de Bongartsturm. Tussen de Krückenturm en de Ponttor bevonden zich geen andere waltorens, maar lag er alleen een stuk stadsmuur.

## Geschiedenis
De bouwdatum van de Krückenturm werd niet overgeleverd, maar hij werd in een oorkonde uit 1450 met naam genoemd.
De afbraak van de toren vond in twee fasen plaats. Als gevolg van een beslissing werd in 1823 begonnen met de afbraak, die alleen het boven de stadsmuur uitreikende deel betrof. In een tweede stap werd in 1850 het complete gebouw samen met een meer dan 100 meter groot stuk stadsmuur afgebroken.

## Beschrijving
De toren was een halfronde toren en hoorde met een breedte van 6,4 meter tot de kleinere torens van de buitenste stadsmuren. Het gebouw bezat slechts een verdieping en bestond uit een enkele kamer, die was uitgerust met drie schietgaten.